# Mycalesis chapini
Mycalesis chapini är en fjärilsart som beskrevs av Holland 1920. Mycalesis chapini ingår i släktet Mycalesis och familjen praktfjärilar. Inga underarter finns listade i Catalogue of Life.